# Andrej Perlov
Andrej Borisovič Perlov, rusky: Андрей Борисович Перлов (* 12. prosince 1961 Novosibirsk) je bývalý sovětský atlet, chodec, který se v dresu Společenství nezávislých států stal olympijským vítězem na 50 km chůze v roce 1992.

## Sportovní kariéra
Specializoval se na trať 50 km chůze. V této disciplíně zvítězil na mistrovství Evropy v roce 1990. O rok později při světovém šampionátu v Tokiu došel do cíle současně se svým krajanem Alexandrem Potašovem. Po čtyřech hodinách zkoumání cílové fotografie oznámili rozhodčí, že o jednu setinu sekundy zvítězil Potašov a Perlov skončil druhý.
Životním úspěchem Perlova bylo vítězství v olympijském závodu na 50 km chůze v Barceloně, kde zvítězil o téměř dvě minuty.